# Ligne D du tramway de Bordeaux
Pour des articles plus généraux, voir Transports Bordeaux Métropole et Tramway de Bordeaux.
Pour les articles homonymes, voir Ligne D.
La ligne D du tramway de Bordeaux est une ligne de tramway de l'agglomération bordelaise, dont l'ouverture partielle a lieu le 14 décembre 2019 entre les stations Carle Vernet et Mairie du Bouscat. Depuis le 29 février 2020, elle relie la station Mairie du Bouscat  au terminus de Cantinolle à Eysines, pour desservir le cadran nord-ouest de l'agglomération bordelaise, notamment les communes du Bouscat, de Bruges et d'Eysines. Elle est raccordée à la ligne A à la station Porte de Bourgogne, à la ligne B à la station Quinconces et partage les voies de la ligne C de la station Quinconces à la station Carle Vernet à Bordeaux, qui est le terminus sud de la ligne.

## Historique
La ligne connaît une histoire mouvementée avant même sa construction. Les premières études à son sujet ont été lancées en 2004, mais il faudra attendre 2009 pour que sa réalisation soit actée par les élus de la métropole.
L’enquête et la déclaration d’utilité publique seront réalisés en 2011, avant que le projet ne soit arrêté le 23 octobre 2014, avec l'annulation par le tribunal administratif des déclarations d'utilité publique.
Cependant, le 21 juillet 2015, la cour administrative d'appel de Bordeaux annule ce jugement et les travaux peuvent ainsi reprendre.
- 30 mai au 13 juillet 2011 : enquête préalable à la déclaration d'utilité publique et à la mise en compatibilité du plan local d'urbanisme[7].
- 30 novembre 2011 : le projet est déclaré d'utilité publique par la préfecture de Bordeaux[7].
- 23 octobre 2014 : annulation par le tribunal administratif des déclarations d'utilité publique[7].
- 21 juillet 2015 : annulation du jugement d'octobre 2014 par la cour administrative d'appel[7].

### Travaux
Les grandes étapes de la construction de la ligne sont :
- novembre 2015 : construction du parking Barrière du Médoc à proximité de la station éponyme ;
- janvier 2016 : début des travaux de déviation des réseaux entre la place des Quinconces et les boulevards (rue Fondaudège et rue Croix-de-Seguey) ;
- novembre 2016 : début des travaux de déviation des réseaux au Bouscat ;
- 1er semestre 2017 : début des travaux d'infrastructures[9] ;
- juillet / août 2018 : travaux de raccordement avec la ligne C à la station Quinconces[10] ;
- 20 mars 2019 : Pose de la première pierre du parc-relais Cantinolle à la limite du Haillan/Eysines (début construction en septembre 2018)[11] ;
- 12 août 2019 : premiers essais de circulation des rames entre les stations Quinconces et Mairie du Bouscat[12] ;
- 23 octobre 2019 : prolongement des essais sur la partie comprise entre la station Mairie du Bouscat et le terminus Cantinolle[13] ;
- 9 décembre 2019 : début de la marche à blanc entre Carle Vernet et Mairie du Bouscat[4] ;
- 14 décembre 2019 : inauguration officielle de la 1re phase par Bordeaux Métropole à 10h à la station Quinconces, puis seconde inauguration par la ville du Bouscat à 11h30 à la station Courbet. L'exploitation commerciale débute le même jour vers 12h entre les stations Carle Vernet et Mairie du Bouscat[14] ;
- 19 février 2020 : début de la marche à blanc entre Mairie du Bouscat et Cantinolle ;
- 29 février 2020 : première inauguration par la ville d'Eysines à 11h15 à la station Eysines Centre, puis inauguration officielle de la 2e phase et du parc-relais Cantinolle par Bordeaux Métropole à 11h45 à la station terminus de Cantinolle. L'exploitation commerciale débute le même jour vers 12h30 entre les stations Mairie du Bouscat et Cantinolle[15] ;
- 5 juin 2023 : ouverture de la gare du Bouscat Saint-Germaine près de la station Sainte-Germaine[16].

Travaux de construction de la ligne D
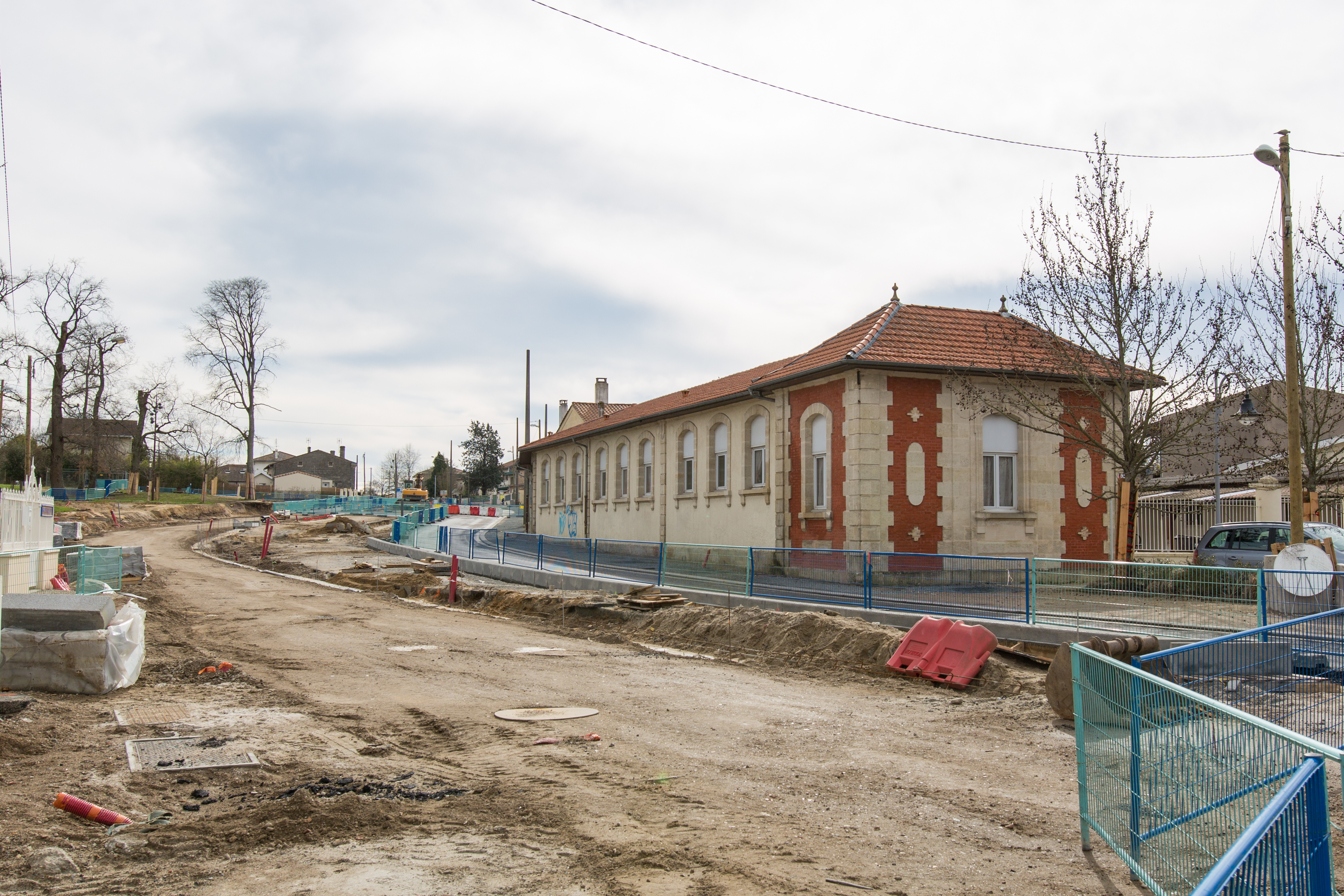
Mars 2018 : Travaux d'infrastructures au départ de l'avenue de Picot à Eysines.
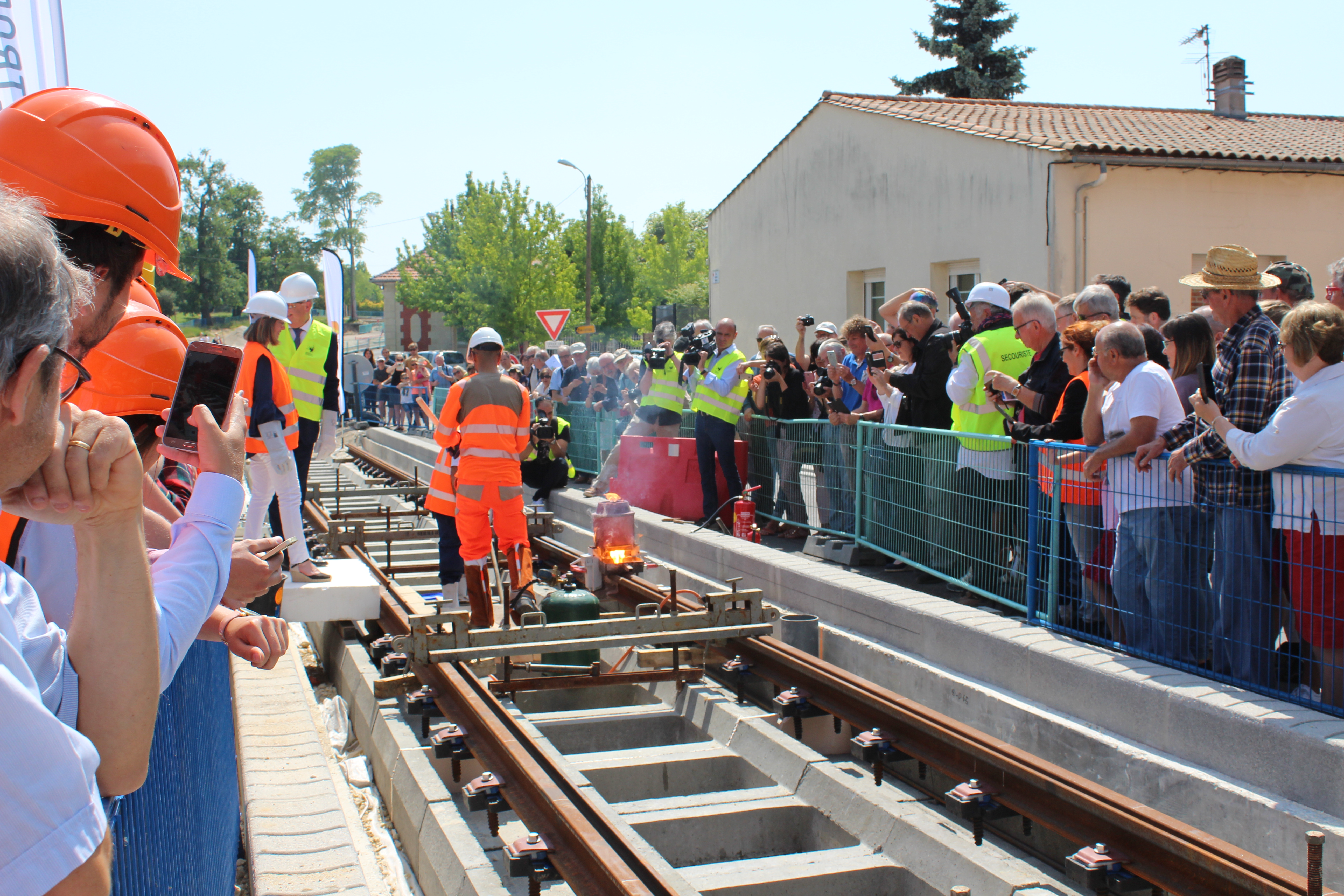
22 mai 2018 : 1re soudure de rail sur la commune d'Eysines, rue Gabriel Moussa.
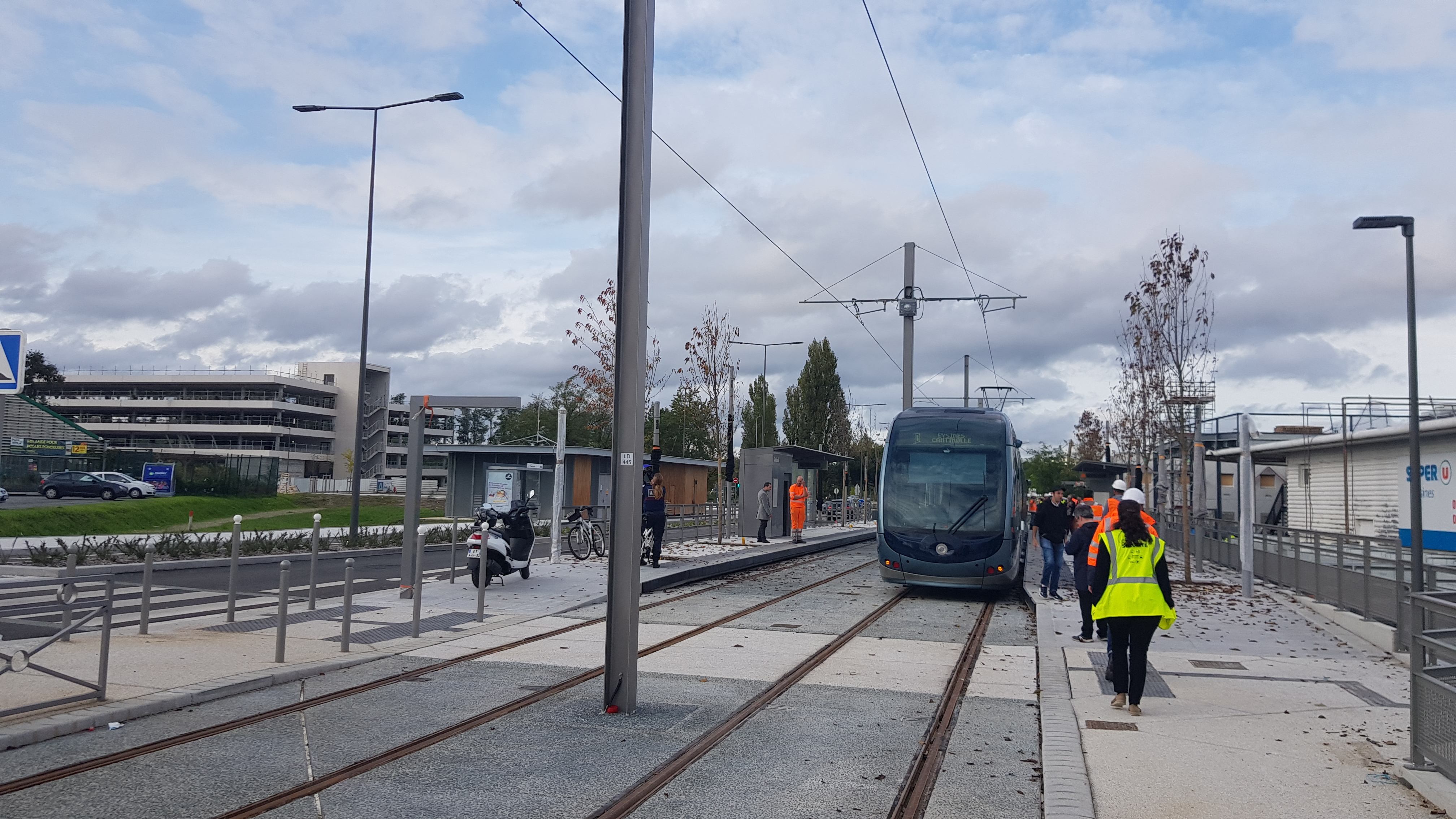
23 octobre 2019 : La 1re rame d'essai atteint le terminus et le parc-relais de Cantinolle à Eysines.

## Infrastructure

### La ligne
La ligne D du tramway de Bordeaux emprunte d'une part les infrastructures de la ligne C, sur une longueur de 4,0 km, entre Carle Vernet et la place des Quinconces, et d'autre part un tronçon de 9,8 km qui lui est propre jusqu'à la station Cantinolle à Eysines.

### Les terminus réguliers
La ligne D comporte trois terminus principaux :
- La station Carle Vernet qui constitue le terminus sud de la ligne. Cette station est composée de trois quais encadrant trois voies, dont un quai et une voie sont dédiés principalement aux services de la ligne D.
- La station Hippodrome, qui constitue le premier terminus nord de la ligne depuis le 29 février 2020, est composée de deux quais encadrant trois voies.
- La station Cantinolle à Eysines, qui constitue le second terminus nord de la ligne depuis le 29 février 2020, est composée de deux quais encadrant deux voies. Jusqu’à 22h tous les jours et après 11h les dimanches et fêtes, seule une rame sur deux dessert ce terminus.

Du 14 décembre 2019 au 28 février 2020, le service était limité à la station Mairie du Bouscat qui constituait le terminus nord provisoire.

### Les terminus partiels
La ligne D partageant les mêmes infrastructures que la ligne C sur sa partie la plus fréquentée, entre les stations Quinconces et Carle Vernet, aucun terminus partiel n’est actuellement prévu afin de permettre d'augmenter le nombre de services proposés en semaine aux heures de pointe.
Les stations Quinconces et Porte de Bourgogne peuvent être cependant utilisées ponctuellement en tant que terminus pour nécessité de services, notamment pour les rames quittant ou rejoignant le dépôt de La Jallère, en début de journée (avant 5 h) et fin de journée (après 0 h ou 1 h selon les jours). 

### Dépôt de La Jallère
Les rames sont remisées, avec celles de la ligne C, au dépôt de La Jallère, situé derrière le stade Matmut-Atlantique, sur la rive gauche de la Garonne, et ouvert en 2015.

### Tension d'alimentation
La ligne D du tramway de Bordeaux est entièrement électrifiée en 750 volts continu. Certains tronçons de la ligne sont équipés d'une alimentation par le sol, le captage du courant s'effectuant, pour des raisons d'impact visuel, par un « rail » central. Ce système est utilisé principalement dans le centre-ville de Bordeaux, entre les stations Saint-Michel et Courbet.

### Correspondance avec la halte ferroviaire au Bouscat
Pour envisager une correspondance avec la ceinture de Bordeaux, la SNCF avait étudié en 2014 la possibilité de créer une nouvelle halte ferroviaire à proximité de la station Sainte-Germaine au Bouscat, à l'image de ce qui a été réalisé avec la gare de Mérignac-Arlac avec la ligne A.
La réalisation de cette halte a été actée, au début de l’année 2018, avec la mise en œuvre des travaux de rénovation du pont-rail de Sainte-Germaine. Les travaux d’aménagement des quais et des accès prévus initialement en 2021, pour une ouverture en 2022, ont finalement commencés en 2022, avec une ouverture au printemps 2023.

## Schéma de la ligne

### Tracé
La ligne D part de la rue Carle-Vernet, à proximité du Marché d'intérêt national Bordeaux-Brienne et du quartier Euratlantique, en partageant les voies de la ligne C. Elle rejoint ensuite la gare de Bordeaux-Saint-Jean en franchissant le faisceau de la gare par le pont du Guit. Elle tourne ensuite à droite et passera devant l'école des beaux-arts, puis à gauche pour rejoindre les quais de Bordeaux à proximité du pont Saint-Jean, du pont ferroviaire et de la passerelle Eiffel.
Après l'abbatiale Sainte-Croix et la basilique Saint-Michel, elle croise la ligne A au niveau du pont de Pierre et de la porte de Bourgogne. Elle poursuit le long des quais par la place de la Bourse (dont la station ne possède pas de mobilier urbain pour préserver la perspective), le miroir d'eau, le musée national des douanes, la chambre de commerce et d'industrie. Elle tourne ensuite à gauche pour rejoindre la place des Quinconces, le long des allées d'Orléans, où elle croise les voies de la ligne B qui elle passe le long de l'allée de Munich.
Elle bifurque, depuis les voies de la ligne C, à l'ouest de la place pour s'engager sur le cours Tournon, traverse la Place Tourny, puis entre sur la rue Fondaudège à proximité du Muséum de Bordeaux - sciences et nature (station Fondaudège Museum). La ligne passe à proximité du « Palais Gallien » et de l'église Saint-Ferdinand (station Croix de Seguey) puis rejoint la Barrière du Médoc, où elle croise les boulevards (station Barrière du Médoc, en intra-boulevard).
Le tramway entre ensuite sur la commune du Bouscat en s'engageant sur l'avenue de la Libération devant les vitrines des nombreux commerces et à proximité du Parc Bordelais (station Courbet). La ligne traverse ensuite les zones pavillonnaires et résidentielles du Bouscat (station Calypso), afin d'atteindre le centre de la commune, à moins de 500 mètres de la place de l'église Sainte-Clothilde, de la Mairie et du Parc de la Chêneraie (station Mairie du Bouscat). La ligne continue pour desservir le quartier résidentiel des Écus et son complexe sportif municipal (station Les Écus), avant de passer à cheval sur les communes du Bouscat et de Bruges pour desservir le quartier Lafon-Féline avec l'Hôpital Suburbain du Bouscat, le quartier et le stade Sainte-Germaine, la voie Ligne Verte et la future halte ferroviaire sur la ceinture ferroviaire de Bordeaux (station Sainte-Germaine). En poursuivant sur la route du Médoc, la ligne dessert Le Bois du Bouscat, les quartiers pavillonnaires et résidentiels de Bruges, le domaine sportif du Parc Treulon, l'échangeur 7 de la rocade de Bordeaux et le Centre Départemental de L'Enfance et de la Famille (station Champ de Courses - Treulon).
La ligne tourne à 90°, pour entrer sur la commune d'Eysines en empruntant l'avenue de l'Hippodrome jusqu'à l'entrée de l'Hippodrome de Bordeaux-Le Bouscat en bordure du quartier de Migron (station Hippodrome, terminus partiel avec un parc-relais de 250 places). La ligne tourne sur la rue Jean Jaurès pour franchir la rocade de Bordeaux en parallèle de la passerelle piétonne Jean Jaurès de type bow-string, puis continue tout droit sur la rue du Tronc-du-Pinson pour desservir les quartiers du Derby, du Grand Caillou, du Vigean et La Maison de services au public Simone Veil (station Simone Veil). Le tramway rejoint ensuite la nouvelle Place Picot (station Picot) aux croisements des principaux axes communaux, proche du collège Albert Camus et des zones pavillonnaires. En poursuivant son tracé en voie unique sur l'avenue de Picot, la ligne passe dans le bourg historique d'Eysines, à 200 mètres de la mairie, de l'église Saint-Martin, des écoles, du centre culturel Le Plateau et du commissariat de police (station Eysines Centre). Le tramway emprunte ensuite la rue Gabriel Moussa, bifurque par la rue du Dées, puis rejoint l'avenue du Taillan-Médoc (ancienne Lébade) pour desservir les zones pavillonnaires de l'ouest de la commune, le cimetière et un futur écoquartier, à proximité des espaces naturels protégés du Plateau de Carès (station Les Sources).
La ligne arrive ensuite à la station terminus de Cantinolle, zone commerciale en bordure de la vallée maraîchère du Parc intercommunal des Jalles. Le quartier de Cantinolle est aussi une zone d'aménagement concerté (ZAC) en cours de développement, qui bénéficiera à terme de nouveaux logements, commerces et équipements publics. Géographiquement, le secteur de Cantinolle est un carrefour de grandes voies métropolitaines reliant les communes du Taillan-Médoc, du Haillan, de Saint-Médard-en-Jalles ou plus largement du Sud-Médoc et des plages océanes médocaines. Cette position lui permet d'être un grand pôle d'échanges, avec le tramway, le bus, la piste cyclable Bordeaux-Lacanau, l'accès direct à l'échangeur 8 de la rocade de Bordeaux et un parc-relais à 5 niveaux, troisième plus grand parc-relais des Transports de Bordeaux Métropole en termes de capacité lors de son ouverture (624 places).

Plan de la ligne.

### Liste des stations
La ligne D du tramway de Bordeaux dessert 16 stations lors de son ouverture le 14 décembre 2019 (1re section de Mairie du Bouscat à Carle Vernet). Quelques semaines plus tard, 9 nouvelles stations sont mises en service le 29 février 2020 (seconde section de Mairie du Bouscat à Cantinolle).
|  |   |  | Stations                   | Lat/Long                    | Communes            | Correspondances (au 01/06/2024)                               |
|  | - |  | -------------------------- | --------------------------- | ------------------- | ------------------------------------------------------------- |
|  | ■ |  | Cantinolle                 | 44° 53′ 36″ N, 0° 40′ 08″ O | Eysines             | • 2 39 81 83 84 • TransGironde 703                            |
|  | • |  | Les Sources                | 44° 53′ 17″ N, 0° 39′ 37″ O | Eysines             | 39                                                            |
|  | • |  | Eysines Centre             | 44° 53′ 01″ N, 0° 38′ 58″ O | Eysines             | 72                                                            |
|  | • |  | Picot                      | 44° 52′ 54″ N, 0° 38′ 29″ O | Eysines             | 2 38                                                          |
|  | • |  | Simone Veil                | 44° 52′ 47″ N, 0° 38′ 11″ O | Eysines             |                                                               |
|  | ■ |  | Hippodrome                 | 44° 52′ 27″ N, 0° 37′ 42″ O | Le Bouscat, Eysines | • 23 35 73 • TransGironde 703 704                             |
|  | • |  | Champ de Courses - Treulon | 44° 52′ 36″ N, 0° 37′ 20″ O | Le Bouscat, Bruges  | 35 72                                                         |
|  | • |  | Sainte-Germaine            | 44° 52′ 19″ N, 0° 36′ 54″ O | Le Bouscat, Bruges  | 33 Flex'Aéro • F42                                            |
|  | • |  | Les Écus                   | 44° 52′ 09″ N, 0° 36′ 35″ O | Le Bouscat          | 33                                                            |
|  | • |  | Mairie du Bouscat          | 44° 51′ 55″ N, 0° 36′ 18″ O | Le Bouscat          | 82                                                            |
|  | • |  | Calypso                    | 44° 51′ 38″ N, 0° 35′ 59″ O | Le Bouscat          |                                                               |
|  | • |  | Courbet                    | 44° 51′ 24″ N, 0° 35′ 49″ O | Le Bouscat          |                                                               |
|  | • |  | Barrière du Médoc          | 44° 51′ 14″ N, 0° 35′ 36″ O | Bordeaux            | • 9 23 70 82                                                  |
|  | • |  | Croix-de-Seguey            | 44° 50′ 59″ N, 0° 35′ 07″ O | Bordeaux            | 23 82                                                         |
|  | • |  | Fondaudège Muséum          | 44° 50′ 48″ N, 0° 34′ 48″ O | Bordeaux            | 23                                                            |
|  | • |  | Quinconces                 | 44° 50′ 38″ N, 0° 34′ 26″ O | Bordeaux            | • 2 • BAT3 • TransGironde 304 601 703                         |
|  | • |  | Place de la Bourse         | 44° 50′ 30″ N, 0° 34′ 11″ O | Bordeaux            | (T) · (C)                                                     |
|  | • |  | Porte de Bourgogne         | 44° 50′ 14″ N, 0° 33′ 59″ O | Bordeaux            | • 1 16 24 ARENA • TransGironde 407                            |
|  | • |  | Saint-Michel               | 44° 50′ 04″ N, 0° 33′ 48″ O | Bordeaux            | (T) · (C)                                                     |
|  | • |  | Sainte-Croix               | 44° 49′ 55″ N, 0° 33′ 34″ O | Bordeaux            | • 1                                                           |
|  | • |  | Tauzia                     | 44° 49′ 45″ N, 0° 33′ 31″ O | Bordeaux            | (T) · (C)                                                     |
|  | • |  | Gare Saint-Jean            | 44° 49′ 33″ N, 0° 33′ 24″ O | Bordeaux            | • 9 20 31 35 • F41 F42 F43 F44 • TransGironde 601 701 702 710 |
|  | • |  | Belcier                    | 44° 49′ 21″ N, 0° 33′ 08″ O | Bordeaux            | (T) · (C)                                                     |
|  | ■ |  | Carle Vernet               | 44° 49′ 12″ N, 0° 33′ 01″ O | Bordeaux            | • 20 35                                                       |

## Exploitation de la ligne

### Principes de la desserte
La ligne fonctionne tous les jours de l'année sauf le 1er mai entre 5 h et 1 h, les derniers départs sont repoussés de 1 h du jeudi au samedi.
Le service débute des stations Carle Vernet et Cantinolle entre 5h00 et 5 h 30. Le dernier départ de Carle Vernet et Cantinolle a lieu à 0 h du lundi au mercredi et les dimanches et fêtes, ces derniers départs sont repoussés de 1 h du jeudi au samedi.
Le terminus Hippodrome n’est pas exploité après 22 h tous les jours, et avant 11 h les dimanches et fêtes. Toutes les rames ont alors pour origine ou destination Cantinolle.
Nota : la section entre les stations Quinconces et Carle Vernet cumule les fréquences de dessertes des lignes C et D. Ce qui permet d'atteindre, au maximum, une circulation de 20 rames par heure (12 pour la C et 8 pour la D), dans chaque sens de circulation, sur cette section.
| Station        | Du lundi au vendredi          | Du lundi au vendredi | Samedi      | Samedi         | Samedi        | Dimanche et fêtes (sauf 1er mai) | Dimanche et fêtes (sauf 1er mai) | Dimanche et fêtes (sauf 1er mai) |
| Station        | Avant 6 h 30 et après 20 h 30 | 6 h 30 à 20 h 30     | Avant 13 h  | 13 h à 20 h 30 | Après 20 h 30 | Avant 13 h 30                    | 13 h 30 à 20 h 30                | Après 20 h 30                    |
| -------------- | ----------------------------- | -------------------- | ----------- | -------------- | ------------- | -------------------------------- | -------------------------------- | -------------------------------- |
| Cantinolle     | 20 min                        | 15 min               | 15 à 30 min | 30 min         | 20 min        | 20 à 30 min                      | 15 à 20 min                      | 20 min                           |
| Hippodrome     | 20 min                        | 15 min               | 15 à 30 min | 30 min         | 20 min        | 20 à 30 min                      | 15 à 20 min                      | 20 min                           |
| 10 à 20 min    | 7 min 30 s                    | 7 à 15 min           | 7 min 30 s  | 10 min         | 20 à 30 min   | 7 à 10 min                       | 10 à 20 min                      |                                  |
| 10 à 20 min    | 7 min 30 s                    | 7 à 15 min           | 7 min 30 s  | 10 min         | 20 à 30 min   | 7 à 10 min                       | 10 à 20 min                      | Quinconces                       |
| 5 à 7 min 30 s | 3 min                         | 5 à 7 min 30 s       | 3 min       | 5 à 7 min      | 7 à 12 min    | 4 à 5 min                        | 4 à 7 min                        |                                  |
| 5 à 7 min 30 s | 3 min                         | 5 à 7 min 30 s       | 3 min       | 5 à 7 min      | 7 à 12 min    | 4 à 5 min                        | 4 à 7 min                        | Carle Vernet                     |

Les modalités d'exploitation de la ligne D pourraient évoluer de manière substantielle avec l'augmentation des fréquences de passage, prévue dans le cadre de la nouvelle délégation de service public signée en octobre 2022. Pour atteindre une fréquence de desserte identique à celles des terminus des autres lignes, il est envisagé de pouvoir faire circuler, entre les stations Hippodrome et Carle Vernet, au maximum jusqu'à 12 rames par heure au lieu de 8 rames actuellement, soit une desserte toutes les 10 min du terminus Cantinolle par une rame sur deux.
Cette évolution n'est cependant a priori pas envisagée avant septembre 2025, et devrait être liée à la création des deux nouvelles lignes E et F,.
La desserte des stations entre Quinconces et Carle Vernet, par les lignes C, D, E et F, devrait ainsi permettre d'atteindre l'objectif d'une fréquence de 2 min 30 s au maximum, avec un total cumulé de 24 rames par heure. Les impacts sur la circulation automobile et les difficultés d'exploitation, liées notamment au maintien de la régularité des rames, ne devraient pas à priori permettre une plus forte augmentation de la fréquence de desserte entre ces stations.

### Temps de parcours moyens
Les temps de parcours sont donnés à titre indicatif par le site TBM et varient surtout selon le moment de la journée (cf. horaires). Ils peuvent aussi évoluer en cas de retards dus à des événements imprévus.
La ligne D du tramway de Bordeaux permet de rallier Cantinolle à Eysines en 48 minutes environ depuis la station Carle Vernet à Bordeaux.
Selon le site TBM, la ligne permet de rallier Quinconces à :
- Carle Vernet en 15 min ;
- Gare Saint-Jean en 11 min ;
- Mairie du Bouscat en 13 min ;
- Hippodrome en 20 min ;
- Cantinolle en 33 min.

### Matériel roulant
Les tramways utilisés sur la ligne D sont des Citadis 402 d'Alstom, assurant ainsi une continuité du matériel avec les autres lignes réseau bordelais.
Les rames sont remisées quotidiennement au dépôt de La Jallère à Bordeaux-Lac, avec celles de la ligne C. En cas d'accident ou de maintenance complète, elles sont conduites au dépôt principal de La Bastide, rive droite.

### Tarification
La tarification de la ligne est identique à celles des autres lignes de tramway de Transports Bordeaux Métropole et accessible avec les mêmes abonnements.

### Fréquentation
La fréquentation annuelle de la ligne D est en augmentation depuis sa mise en service :
| Année                                     | 2019 | 2021 | 2022 |
| Nombre de voyageurs annuels (en millions) | 0,4  | 11,0 | 12,6 |

## Projets et extensions

### Extension vers Le Taillan-Médoc et Saint-Médard-en-Jalles
Un collectif se crée en 2015 afin de défendre une extension en voie unique vers Saint-Médard-en-Jalles par la piste cyclable (l'ancienne ligne de Bordeaux à Lacanau). Cette extension, d'une longueur estimée de 4,130 km depuis la station Cantinolle à Eysines, devait longer la piste cyclable avec une station intermédiaire au niveau du Haillan. Ce projet a provoqué une levée de boucliers d'élus et d'habitants soucieux de préserver la tranquillité de la piste cyclable (située en zone Natura 2000) ou s'interrogeant sur la redondance de l'offre de transport par rapport au BHNS, prévu sur l'axe historique de l'ancien tramway de Saint-Médard. Le 2 décembre 2016, durant le conseil métropolitain de Bordeaux Métropole, une concertation est engagée sur « l'Amélioration de la desserte des communes de Saint-Médard-en-Jalles, Le Haillan, Eysines et Le Taillan-Médoc par l'extension du réseau de tramway », sur la base de trois tracés (dont deux prolongements de la ligne A). Devant les temps de parcours offerts par les prolongements de la ligne A et l'opposition à l'option de la piste cyclable, un quatrième tracé longeant la RD 1215 et la zone de captage du Thil a été mis à l'étude.
Le 9 mars 2018, Alain Juppé, président de Bordeaux Métropole, et Jacques Mangon, maire de Saint-Médard-en-Jalles, annoncent l’extension de la ligne en 2022 suivant ce dernier tracé. L’extension partira de la station existante de Cantinolle à Eysines, traversera une petite partie naturelle du Haillan (sans station) et suivra la Route de Lacanau (ancienne RD1215) en longeant Le Taillan-Médoc, qui sera desservi par deux stations : Le Chai et Germignan (avec parc relais). Elle rejoindra, par le nord, le centre de Saint-Médard-en-Jalles en bifurquant sur l'avenue de La Boétie, avec la desserte des stations La Boétie et Carré des Jalles (avec parc relais). L'ajout d'une cinquième station, Paul Dethomas, sur la rue éponyme, est à l'étude lors de la concertation de 2019.
À plus long terme, ce prolongement pourrait se poursuivre de la station Carré des Jalles jusqu'au giratoire de Picot, à l'entrée nord-ouest de la métropole, en desservant le collège d’Hastignan.
|  |   |  | Stations                  | Lat/Long                    | Communes               | Correspondances |
|  | - |  | ------------------------- | --------------------------- | ---------------------- | --------------- |
|  | ■ |  | Carré des Jalles          |                             | Saint-Médard-en-Jalles | Parc relais     |
|  | • |  | Paul Dethomas (à l'étude) |                             | Saint-Médard-en-Jalles |                 |
|  | • |  | La Boétie                 |                             | Saint-Médard-en-Jalles |                 |
|  | • |  | Germignan                 |                             | Le Taillan-Médoc       | Parc relais     |
|  | • |  | Le Chai                   |                             | Le Taillan-Médoc       |                 |
|  | • |  | Cantinolle                | 44° 53′ 36″ N, 0° 40′ 08″ O | Eysines                | Parc relais     |

Depuis la validation du tracé, le projet reçoit des avis négatifs de la part d'associations locales. Le collectif Jalles Transports lance une pétition pour raccourcir le tracé de la Ligne D dans le centre de Saint-Médard-en-Jalles en proposant de positionner le terminus au début de l'avenue de la Boétie, afin d'avoir une meilleure correspondance avec le futur arrêt du BHNS de Bordeaux à Saint-Aubin-de-Médoc prévu au nord de la Place de la République. Cette proposition permet aussi de ne pas couper un important carrefour urbain avenue Montaigne (où passera aussi le BNHS), et éviter un passage le long de la piste cyclable Bordeaux-Lacanau sur les derniers mètres du terminus du Carré des Jalles.
En parallèle, en octobre 2019, l'association Les Amis du Patrimoine de Germignan au Taillan-Médoc se déclare favorable au tram, mais pas au projet prévu dans ce secteur. Ils lancent notamment une pétition contre l'emplacement retenu pour le futur parc-relais de Germignan, dont la construction doit se faire sur des terres agricoles.
À la suite des élections municipales de 2020, Pierre Hurmic, nouveau maire de Bordeaux, a contesté la nécessite de cette extension en raison de son coût élevé pour une prévision de trafic jugée trop faible. Sans écarter la possible réalisation de cette extension, Alain Anziani, nouveau président du conseil de Bordeaux Métropole, a annoncé que le projet serait réévalué dans le cadre de la révision du schéma directeur opérationnel des déplacements métropolitains (SDODM) prévu pour 2021.
En septembre 2021, les premières annonces de ce dernier, concernant la révision du SDODM, ont confirmé le report sine-die du projet d'extension à Saint-Médard-en-Jalles au profit du développement d'un réseau complémentaire de nouvelles lignes de BHNS.